# سوزان أوين
سوزان أوين (بالإنجليزية: Susan Owen)‏ هي مغنية ومغنية أوبرا وموسيقية أمريكية، ولدت في 6 سبتمبر 1958.